# Östgöta nation, Uppsala

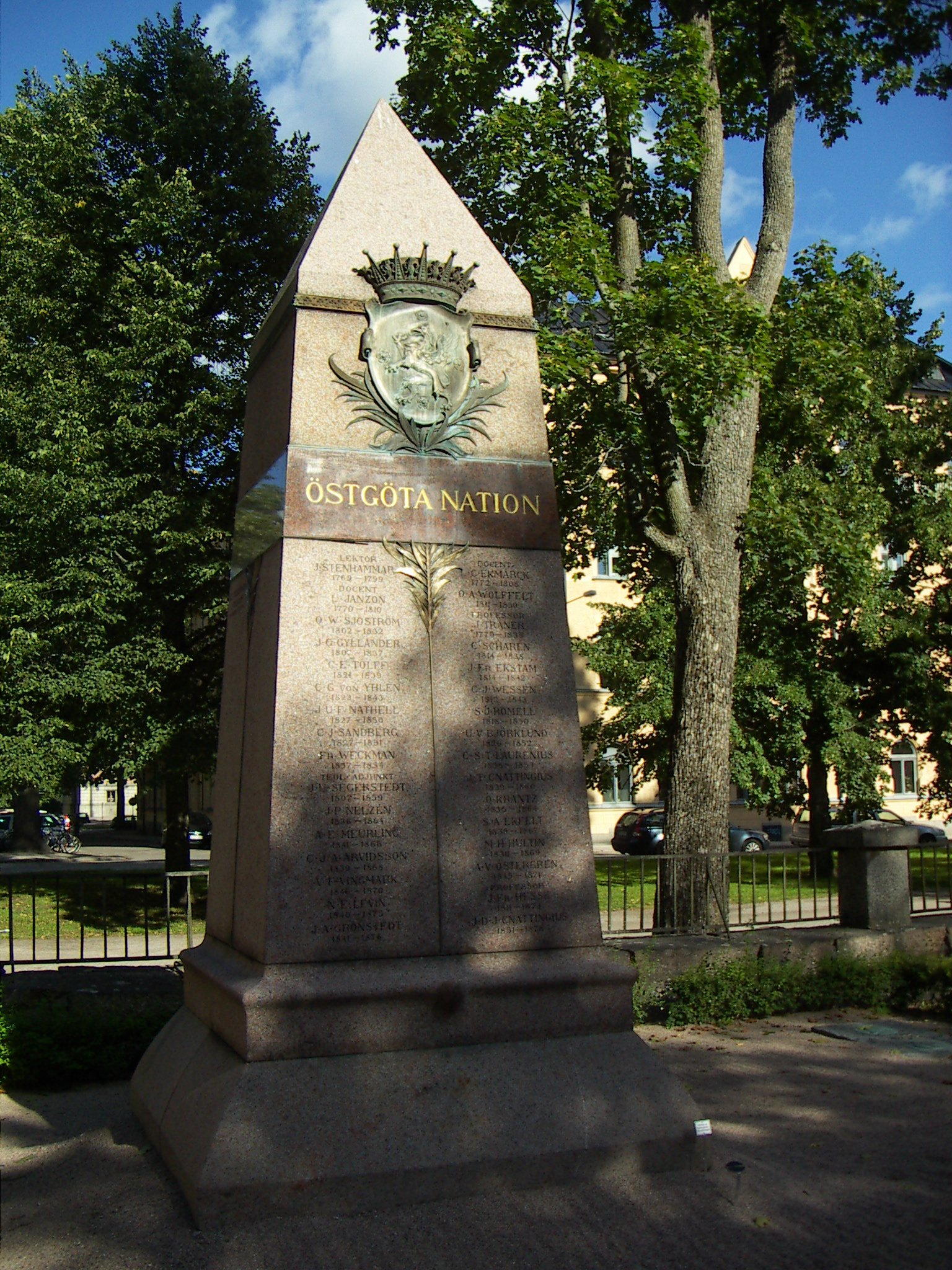
Östgötas nationsgrav på Uppsala gamla kyrkogård.

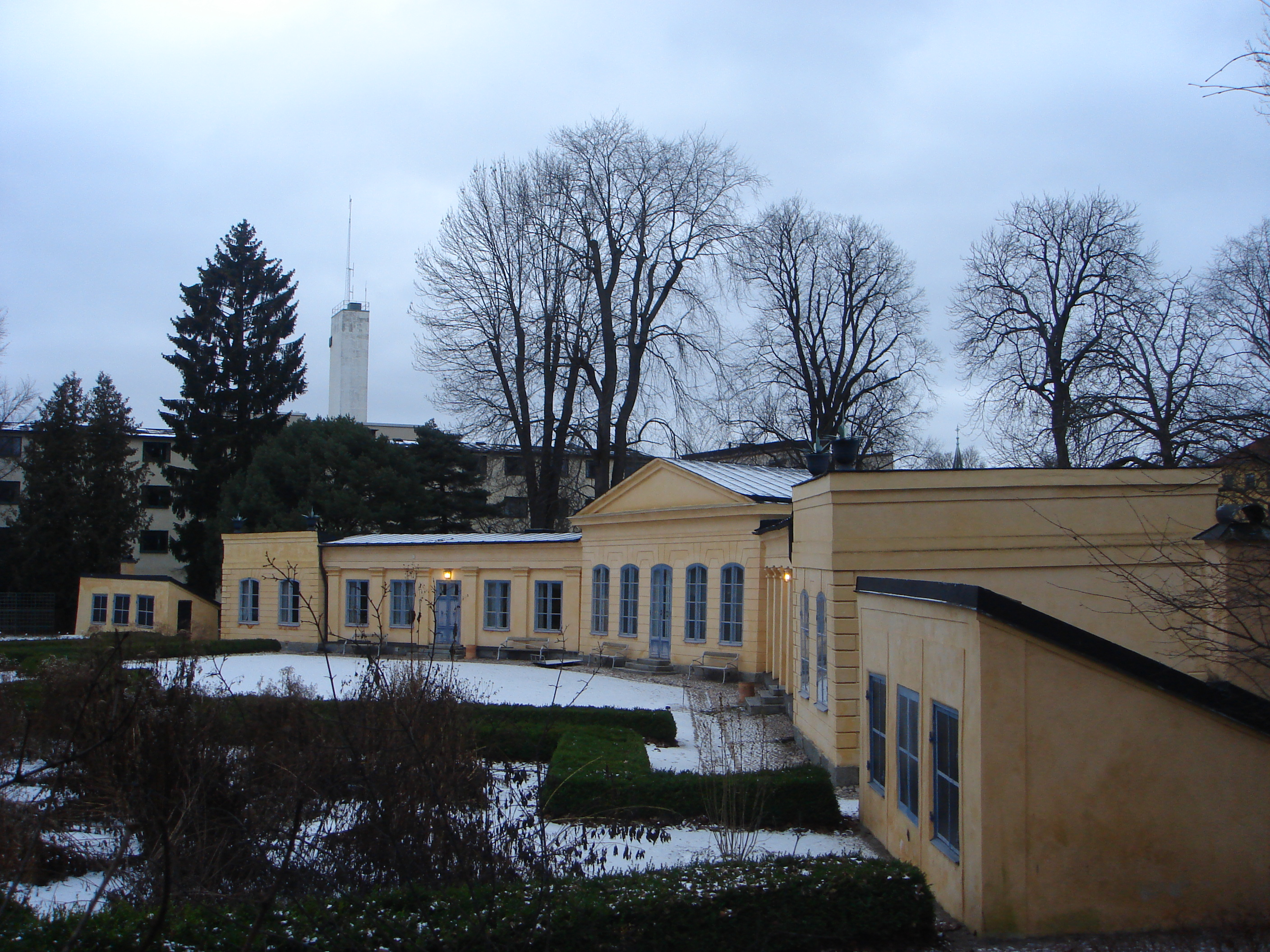
Orangeriet i Linnéträdgården var Östgöta nations hus 1817-1885

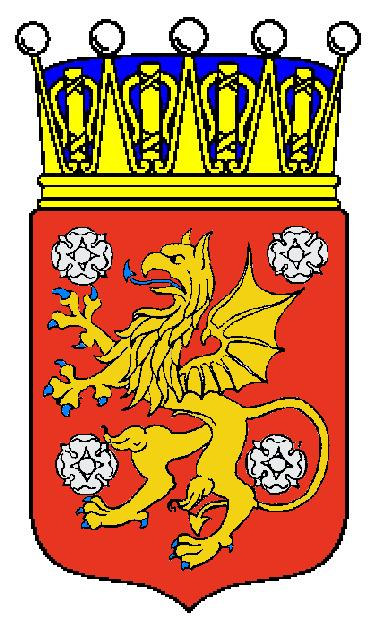

Östgöta nation, i dagligt tal Östgöta eller ÖG är en av tretton nationer vid Uppsala universitet. Nationen grundades 8 november 1646, men är trots det känd genom konsistoriets protokoll sedan 1595. Nationen har idag runt 3 500 medlemmar.
Själva byggnaden, belägen på Trädgårdsgatan 15 i Uppsala, invigdes 1885 av Oscar II och är ritad av Carl August Kihlberg, samme man som ritat presidentpalatset i Buenos Aires, Casa Rosada. Salen har högt till tak och stilen är i tidstypisk nyrenässans. Stora salen tar strax under 300 sittande gäster. 
Tage Danielsson var medlem under 1950-talet och satte upp flera pjäser, bland annat det legendariska spexet Gustav Hasa eller Glid i natt eller I Fara i Mora. Andra kända östgötar som passerat nationen under åren är Jöns Jacob Berzelius, Jakob Wallenberg, Henrik Bernhard Palmær, Louis De Geer, Ture Nerman, Albert Engström (född i den del av Småland som hör till Linköpings stift), Karl Gustaf Westman, Hatte Furuhagen och Ejnar Haglund

## Historia
Den 8 november 1646 samlades i Uppsala en skara studenter från Östergötland till ett konstituerande landskap för att skriva de första stadgarna till Östgöta nation. Nationen hade funnits redan innan, men det hade blivit allt vanligare med pennalism mot yngre studenter och därför samlades man för att en gång för alla driva ut dessa influenser ur sina led. Införandet av stadgarna år 1646 är det som idag räknas som nationens grundande. Stadgarna finns fortfarande bevarade i universitetsbiblioteket Carolina Redivivas arkiv. 
Nationerna var dock inte alltid välsedda av universitetet utan förbjöds två gånger. Medlemmarna fortsatte att samlas ändå. Universitetet beslöt då att man skulle ha tillsyningsmän och instiftade därför inspektorer, en på varje nation. Dessa inspektorer var oftast professorer som kom från samma landsdel som nationen vände sig till, i detta fall alltså Östergötland. 1667 beslöt konsistoriet att alla studenter skulle tillhöra en nation och nationsobligatoriet var därmed fött.

### Nationshuset
Östgötarna hade under 1600-talet och 1700-talet inget eget hus men väl en pantkammare och nationssal. Dessa var inte ämnade för sammankomster utan där förvarades nationens tillhörigheter, och under sommaren även studenternas kvarlämnade tillhörigheter. På hösten 1816 beslöt sig nationen, på förslag av dåvarande inspektor Jacob Åkerman, för att skaffa en tomt för att bygga ett eget hus. Då det visade sig bli alldeles för dyrt att bygga ett, bad man istället att få arrendera Linnés gamla orangeri i nuvarande Linneträdgården, vilket man också fick. Efter stora reparationer kunde man hålla ett föreningsmöte, ett så kallat landskap, där första gången den 12 november 1817.
Då det gamla orangeriet visade sig ha en vattensjuk tomt blev nationens möbler och böcker fuktskadade, och därför beslöt man sig 1834 för att samla till en byggnadsfond. 1881 ritade Carl August Kihlberg det hus som idag står på Trädgårdsgatan och 1885 blev det en pampig invigning med nationens förste hedersledamot Oscar II närvarande.
På grund av stora skulder blev man tvungen att ta in Uppsala studentkår som gäster, vilka installerade sig på övervåningen under åren 1901-1936. Man renoverade även huset och det nuvarande biblioteket inrättades.
I början av 1990 iordningställdes nationens källarpub och fick då namnet Tages Källare.
1996 firade nationen 350-årsjubileum med stor bal på Uppsala slott. Man passade också på att renovera nationen från källare till vind. Under 2010-2011 har man installerat hiss i huset och tillgänglighetsanpassat lokalerna.

## Verksamhet

### Hattes
Hattes är ÖG:s fik som drivs av studenter som valts till ämbetet Fikavärd på nationens landskap.
Hattes har öppet tisdag-fredag 11:00-15:00, och det mest populära på menyn är den berömda våffelbuffén. På lördagar driver Lördagsfikavärdarna även Lördagsfikat. 

### Tages
Tages är namnet på kvällspuben på Östgöta nation. Puben öppnades under hösten 2000. Namnet är hämtat från den förra Pubverksamheten, Tages källare, som slog igen på den senare delen av 1990-talet. Den påbörjades efter att nationens källare gjordes i ordning i början av 1990-talet. Puben drivs av studenter som är valda till ämbetet Klubbverkare. Puben är uppkallad efter Tage Danielsson som var aktiv på nationen på 1950-talet.

### Klubbar
Östgöta Nation har under många år haft fredagsklubb. Klubben heter Ostro och bokar kvalitativa dj:s såväl lokalt som nationellt med inriktning främst på hiphop-relaterade genrer.
Andra klubbar som tidigare arrangerats på nationen: Bakelit, Condé Nasty, Studio Dicore, Fucked up Friday, Hemligheten (bland andra).

### Övrig verksamhet
Nationen har förutom den traditionella festverksamheten även egen orkester, Östgöta Nationskapell, en nationskör, Sånggripen, en dansgrupp Dekadansen, idrottsverksamhet, ett bibliotek med utlåning, ett kulturutskott, en fotoförening, en spexförening samt en teaterförening. Den senare satte 2005 upp Guy de Maupassants Fettpärlan i nationens bibliotek.

### Äldre verksamhet
- Club Ostro
- Pocorn (Klubb) Onsdagar
- Hard Räk (Klubb) Onsdagar - VT 1993
- Den Gyldene Grepen (Restaurang) Lördagar
- Bullostro (Café) Vardagar VT 1993
- Piraya (Klubb) Onsdagar HT 1993 - VT 2000
- Farbror Ejnars (Restaurang)Lördagar HT 1993 - VT 1994
- Krögar'n (Restaurang) Lördagar HT 1994 - VT 1998
- Babar (Klubb) Fredagar HT 1995 - VT 1996
- Musikbaren (Restaurang) Fredagar VT 1996
- Heavenly (Dans) Söndagar VT 1996
- Dr Nej (Klubb)Fredagar VT 1997
- Plåt (Restaurang) Fredagar HT 1997 - VT 1999
- Stella (Klubb) Fredagar HT 1999 - HT 2001
- Bob (Klubb) Onsdagar HT 2000 - VT 2001
- After School (Restaurang) Fredagar HT 2001 - VT 2003
- Kärlek (Disco) Fredagar HT 2001 - VT 2003
- Club Ostro (sommarklubb) Sommaren 2002
- Salt (Klubb) Fredagar HT 2003 - VT 2005
- Klubb Celibris HT2005-VT2015
- Klubb Wunder HT2016-VT2020
- Klubb Ostro HT2020- nu

## Traditionella gasquer
- Recentiorsgasque (september och februari)
- Baklängesgasque (oktober)
- Gåsmiddag (november)
- Luccegasque (december)
- Temagasque (april)
- Majmiddag (1 maj)
- Vårbal (maj)

## Tidning
Nya Phosphoros utkommer till alla medlemmar med 4 nummer per år. Namnet anspelar på litteraturtidskriften Phosphoros som nationsmedlemmarna Per Daniel Amadeus Atterbom och Vilhelm Fredrik Palmblad gav ut på 1810-talet.

## Bostäder
Östgöta nation erbjuder genom stiftelsen Östgötagården flera centralt belägna bostäder till sina medlemmar. Nära själva nationshuset på adresserna Slottsgränd, Nedre Slottsgatan, Munkgatan och Trädgårdsgatan finns det studentbostäder. Det finns också bostäder på Sturegården som ligger på Sturegatan i centrala Luthagen. Bostäderna delas ut veckovis där personen med mest poäng vinner kontraktet. Poäng får man varje termin man är med i nationen, samt vid innehavande av ämbeten på nationen.

## Vännationer
Östgöta nation har utbyte med följande vännationer och vänföreningar:
- Östgöta nation, Lund
- Varsinaissuomalainen osakunta, Helsingfors
- Statsvetenskapliga Klubben vid Åbo Akademi, Åbo

## Bemärkta äldre kuratorer
- Carl Gustaf af Leopold (1756-1829), Gustav III:s handsekreterare, en av de ursprungliga ledamöterna av Svenska Akademien. Förste kurator 1785, m.m.
- Gustaf Abraham Silverstolpe (1772-1824), docent och tidningsutgivare. Förste kurator 1794, m.m.
- Marcus Wallenberg (1774-1833), biskop och författare. Förste kurator 1798.
- Per Daniel Amadeus Atterbom (1790-1855), författare, ledamot av Svenska Akademien, Andre kurator 1813.
- Vilhelm Fredrik Palmblad (1788-1852), professor och författare. Förste kurator 1819, m.m.
- Johan Abraham Björklund (1844-1931), publicist. Förste kurator 1871.
- Karl Gustaf Westman (1876-1944), professor och politiker, bl.a. utrikesminister och justitieminister under andra världskriget. Förste kurator 1900.
- Robert Norrby (1875-1969), tonsättare. Förste kurator 1902.
- Johannes Lindblom (1882-1974), professor och rektor vid Lunds universitet. Förste kurator 1907.
- Tor Andræ (1885-1947), biskop, ecklesiastikminister och ledamot av Svenska Akademien. Förste kurator 1908-09.
- Birger Nerman (1888-1971), arkeolog och författare. Förste kurator 1913-14.
- "Hatte" Furuhagen (1930-2021), historiker och underhållare. Förste kurator 1955-56.
- Lars G. Nordström (född 1943), bankman, f.d. koncernchef för Nordea, f.d. VD för Svenska och Nordiska Posten. Andre kurator 1965.
- Erik Dalgard (född 2000) fysiker. Andre kurator 2024-2025.

## Inspektor
Nationens nuvarande inspektor är Pernilla Åsenlöf, född 1967, professor i fysioterapi vid Uppsala universitet